# Flor de lago
Flor de lago és una pel·lícula espanyola del 1950 dirigida per Mariano Pombo i música de Jesús García Leoz protagonitzada de Miriam Di San Servolo i José María Lado.

## Sinopsi
Una dona que treballa al camp veu com el seu avi li nega l'herència de la seva mare.

## Repartiment
- Manuel de la Rosa
- Miriam Di San Servolo
- Juan Ferrer
- José María Lado
- Mary Lamar
- Lola Moreno
- Enrique Raymat
- Manuel Requena
- Joaquín Roa
- Rafael Romero Marchent
- Rosario Royo
- Jacinto San Emeterio
- Ena Sedeño
- Virgilio Teixeira

## Premis
Medalles del Cercle d'Escriptors Cinematogràfics de 1950
| Categoría         | Proposat              | Resultado |
| ----------------- | --------------------- | --------- |
| Millor música     | Jesús García Leoz     | Guanyador |
| Millor fotografia | José Fernández Aguayo | Guanyador |